# Open Barletta 2000
L'Open Barletta 2000 è stato un torneo di tennis facente parte della categoria ATP Challenger Series nell'ambito dell'ATP Challenger Series 2000. Il torneo si è giocato a Barletta in Italia dal 27 marzo al 3 aprile 2000 su campi in terra rossa.

## Vincitori

### Singolare
Germán Puentes ha battuto in finale  Tommy Robredo con il punteggio di 6–4, 7–6(3)

### Doppio
Petr Kovačka /  Pavel Kudrnáč hanno battuto in finale  Dinu Pescariu /  Vincenzo Santopadre con il punteggio di 6(4)–7, 6–2, 6–0